# Stepan Petrovič Krašeninikov
Stepan Petrovič Krašeninikov [stepán petróvič krašenínikov] (rusko Степа́н Петро́вич Крашени́нников), ruski raziskovalec, geograf, botanik in akademik, * 11. november (31. oktober, ruski koledar) 1711, Moskva, Rusija, † 8. marec 1755, Sankt Peterburg, Rusija.
Krašeninikov je napisal prvo celostno poročilo o raziskovanju Kamčatke v začetku 18. stoletja.
Zaradi svojih zaslug je leta 1750 postal član Ruske akademije znanosti.